# العقم (عبس)

تعديل مصدري - تعديل

العقم هي إحدى قرى عزلة قطبة بمديرية عبس التابعة لمحافظة حجة، بلغ تعداد سكانها 268 نسمة حسب تعداد اليمن لعام 2004.